# Henri Tachan
Henri Tachan, né Henri Tachdjian le 2 septembre 1939 à Moulins (Allier) et mort le 16 juillet 2023 à Aramon (Gard), est un auteur-compositeur-interprète français.
Relativement ignoré par une grande partie des médias dès le début de sa carrière dans les années 1960, ses chansons à texte sont généralement très critiques vis-à-vis de la société et de certains de ses travers, avec des thèmes comme l'antimilitarisme (Dans les orchestres militaires) ou le féminisme (Les Z'hommes, Ma femme).

## Biographie

### Origines
De père arménien, Henri Tachdjian passe sa scolarité au pensionnat catholique de Notre-Dame de Bury à Margency dans le Val-d'Oise, puis dans un lycée à Paris. Ensuite, il rejoint une école hôtelière à Thonon-les-Bains et devient serveur au Ritz à Paris. En 1962, il part pour le Québec.

### Carrière

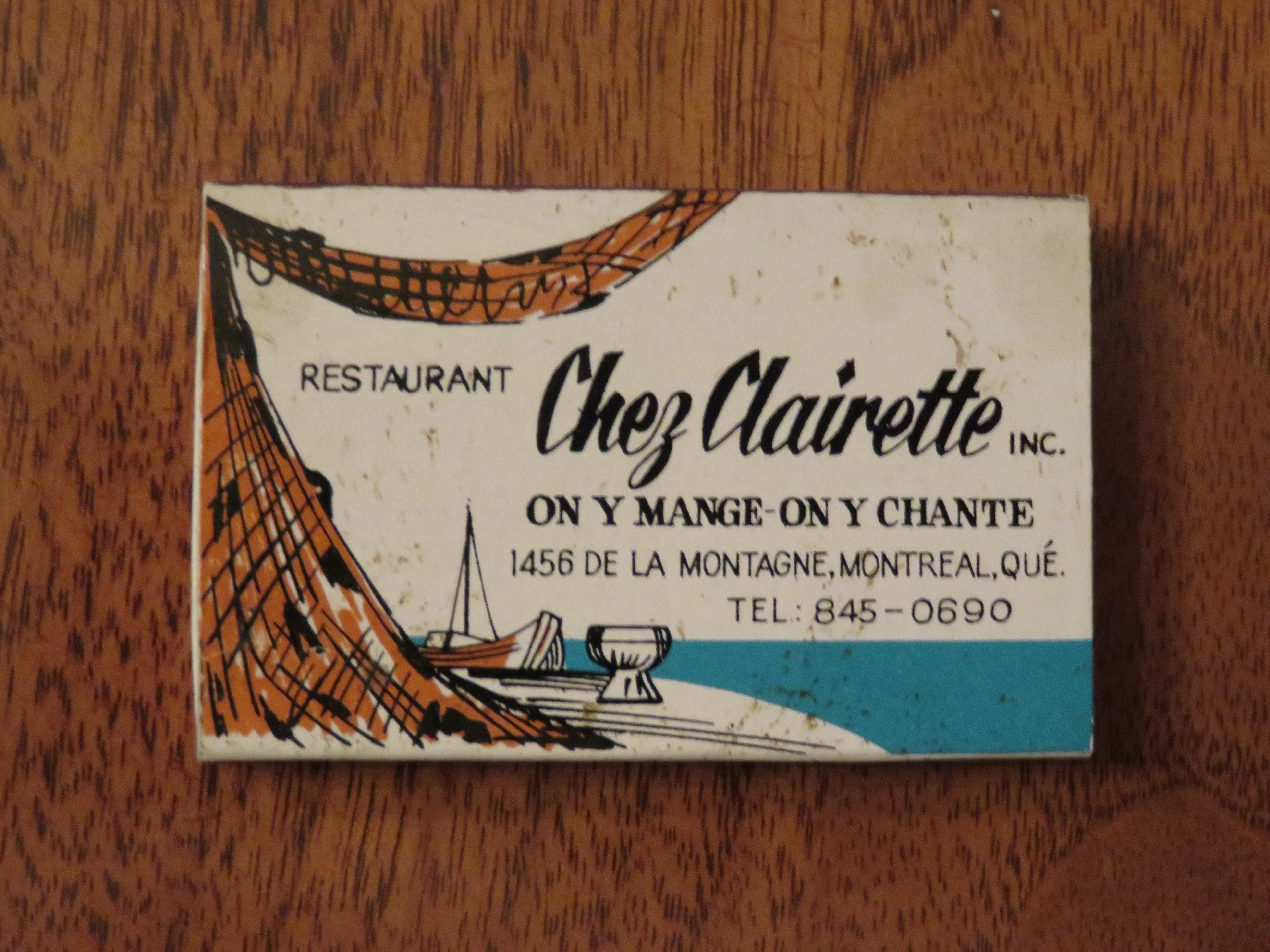
Boîte d'allumettes du restaurant « Chez Clairette »

Après son travail comme serveur, il se met à réciter des poèmes Chez Clairette, le cabaret-restaurant de la chanteuse et comédienne québécoise Clairette Oddera, au 1124 rue de la Montagne à Montréal. De passage dans cet établissement, Jacques Brel l'encourage à se lancer dans la chanson,.
De retour en France, il sort son premier album chez Barclay en 1965 qui obtient le Grand Prix de l'académie du disque Charles Cros. Dans le même temps, il fait le lever de rideau de Juliette Gréco à l'Olympia.
En 1968, il fait la première partie d'Isabelle Aubret et de Félix Leclerc à Bobino, puis celle de Pierre Perret en 1970, et de Georges Brassens en 1972, toujours dans la même salle. Entre-temps, il représente la France au Festival de Sopot 1969 avec la chanson La Table habituelle, et termine 2e. En 1974, il chante pour l'ouverture de la Pizza du Marais (qui deviendra plus tard le théâtre des Blancs-Manteaux).
En 1975, il passe deux semaines au théâtre de la Ville et un soir à l'Olympia en tête d'affiche. Puis, en 1978, il reste à l'Olympia.
En 1999, il se produit six semaines au théâtre de Dix Heures à Paris. Son dernier album, De la pluie et du beau temps, sort en 2007.
Il reçoit en 2002 un prix de l'académie Charles-Cros pour l'ensemble de sa carrière.

### Mort
Henri Tachan meurt le 16 juillet 2023 à l'âge de 83 ans à Aramon (Gard),,. Il est crématisé.

## Œuvre

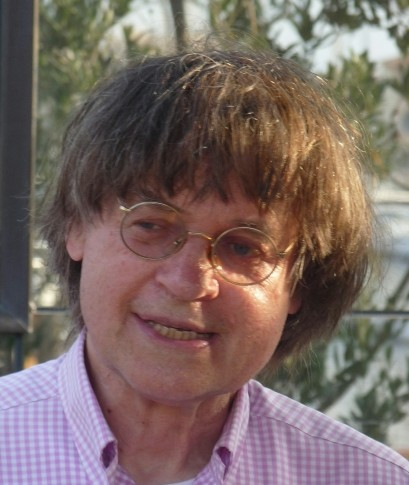
Le dessinateur Cabu a illustré un ouvrage dédié à ses chansons avec d'autres artistes de la rédaction de Charlie Hebdo.

Moins médiatique que les autres chanteurs de son époque, Henri Tachan n'en est pas moins un « fin lettré » qui, comme Léo Ferré et tant d'autres, flirte avec Verlaine, Rimbaud et Baudelaire. Son goût musical pour Beethoven ou Schubert se ressent dans les sonorités de ses musiques à l'instar de sa chanson Mozart, Beethoven, Schubert et Rossini.
Chanteur considéré comme « inclassable », ses chansons à l'humour noir bousculent le monde du spectacle et dénoncent une vision de la « connerie » et de la « bien-pensance » hypocrite. Les thèmes qu'il aborde sont ceux des auteurs de ces années-là : l'armée, le clergé, les bourgeois, les médias et tant d'autres sont ainsi passés au crible de la rébellion de cette époque, tout en restant d'actualité, lui offrant également un qualificatif de chanteur engagé, sinon « enragé ». Lui-même se qualifiait « d'artiste dégagé » en reprenant une formule de la chanteuse Anne Sylvestre. D'autres chansons abordent des thèmes plus tendres, passant de ses coups de gueule à ses coups de cœur.
Henri Tachan est très souvent absent des médias traditionnels. La télévision l'ignore, certaines radios diffusent encore ses chansons mais restent très minoritaires dans l'ensemble. Lors d'une interview que lui accorde le journal Le Monde en juillet 2002, il déclare : « J'ai commencé sous de Gaulle, continué sous Pompidou, perduré sous Giscard, et sous Mitterrand j'ai été ignoré. C'était chouette, finalement, la censure ; t'avais un ennemi. Aujourd'hui je ne sais à qui m'adresser. Les multinationales ? Big Brother ? »
Selon Gil Pressnitzer, Henri Tachan lutte contre une certaine forme de « beaufitude », à l'instar du dessinateur et caricaturiste Cabu qu'il a rencontré lors de ses passages à la rédaction du journal Charlie Hebdo ; ce dernier participera, par ailleurs, à l'élaboration d'un coffret de recueil de textes de ses chansons grâce à l'apport de nombreuses illustrations (avec d'autres artistes de la rédaction), publié par Dargaud,.

## Distinctions
- Prix In Honorem 2002 de l'académie Charles-Cros pour l'ensemble de sa carrière[15].

## Hommages

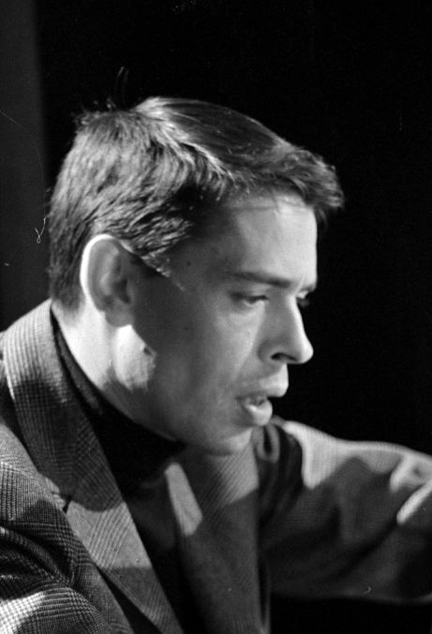
Jacques Brel est une des premières personnalités de la chanson à avoir soutenu Henri Tachan.

Quelques célébrités, notamment dans le domaine de la chanson, ont rendu des hommages (parfois critiques) à Henri Tachan : 
- « Le lion est lâché ! Écoutez-le rugir… Celui-là rugit fort et rugira longtemps… » écrit Jacques Brel en postface à son premier album en 1965[16].
- « Crier est un remède contre les larmes. Chanter aussi, je pense ! Lorsque Tachan déboule en scène, petit et noir, étincelant comme une cassure d'anthracite, le front buté, le regard pointu, la lèvre en gouttière ; déjà en sueur, déjà écumant, j'ai chaque fois l'impression de voir surgir un tourbillon, fou furieux avant même sa sortie du toril... » (Frédéric Dard)[17].
- « D'abord Tachan, il est jamais d'accord ! Il critique tout. Les curetons, il a du mal à les encadrer ! Il fait comme Brel, il raille les bourgeois, il est pas patriote pour deux ronds… De là à dire qu'il aime pas la guerre, y a qu'un pas ! Il fait de la provoc systématique, il profère des gros mots, on se demande s'il le fait exprès... » (Pierre Perret)[18].
- « J'aime Tachan, insolent, triomphant. Il cogne, il mord, il ravage, il saccage, il taille en pièces, il poignarde en plein cœur… Il aime, je l'aime. » (Serge Reggiani)